# Mittelohrentzündung

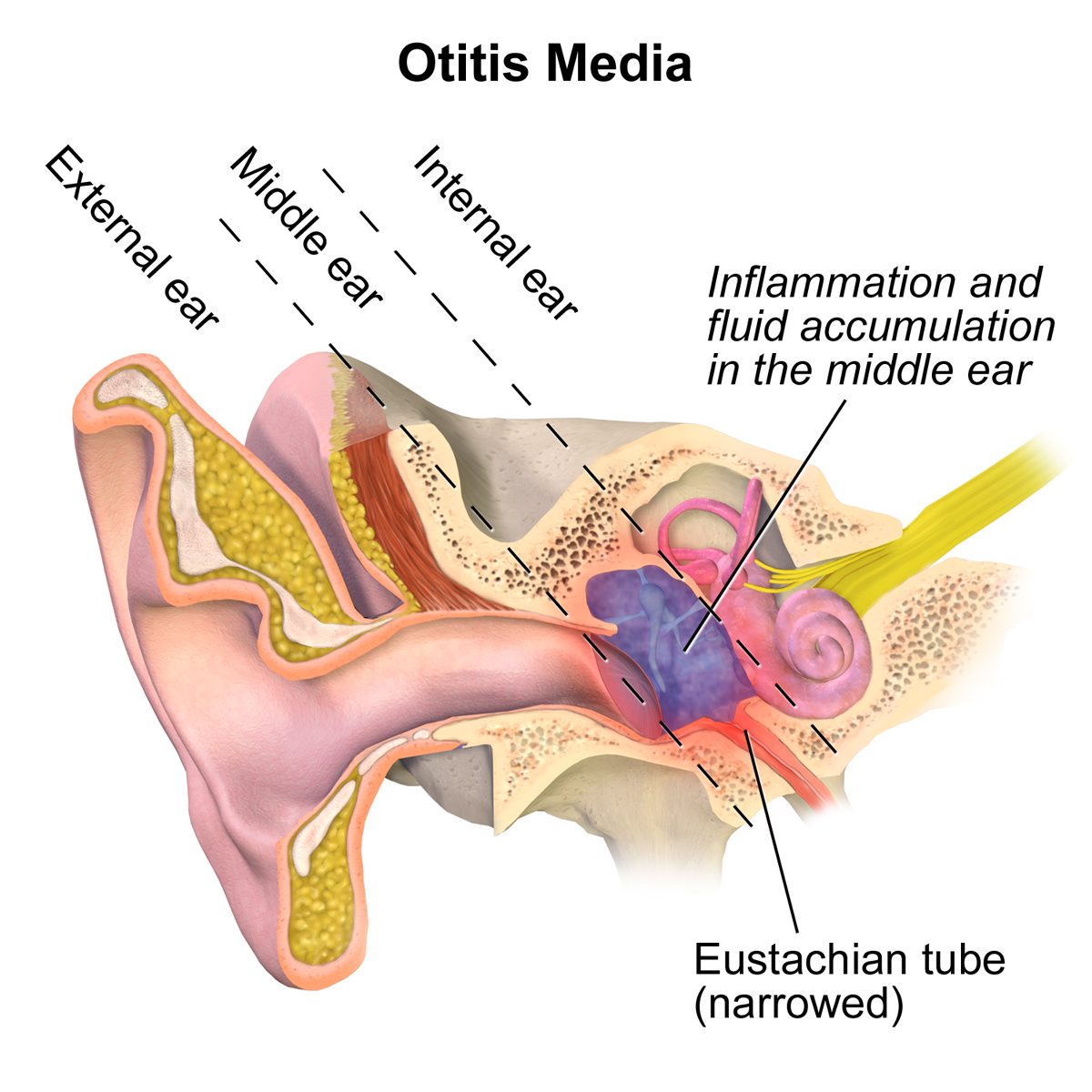
Anatomische Lage der Mittelohrentzündung (Otitis media)

Als Mittelohrentzündung oder lateinisch Otitis media werden Krankheitsbilder bezeichnet, die durch eine Entzündung des Mittelohrs gekennzeichnet sind.
Nach dem Krankheitsverlauf unterscheidet man:
- Akute Mittelohrentzündung
- Chronische Mittelohrentzündung
  - Chronische Schleimhauteiterung (Otitis media chronica mesotympanalis)
  - Cholesteatom (Chronische Knocheneiterung, Otitis media chronica epitympanalis).

Auch der Paukenerguss (Seromucotympanon) infolge eines akuten oder chronischen Tubenkatarrhs wird zu den Mittelohrentzündungen gerechnet.